# Dove leguaan
De dove leguaan (Cophosaurus texanus) is een hagedis uit de familie Phrynosomatidae.

## Naam en indeling
De wetenschappelijke naam van de hagedis werd voor het eerst voorgesteld door Franz Hermann Troschel in 1852. Lange tijd werd de soort tot het geslacht Holbrookia gerekend, in veel literatuur wordt deze naam nog gebruikt. Het is tegenwoordig de enige soort uit het monotypische geslacht Cophosaurus.
De Nederlandstalige naam "dove leguaan" verwijst naar de afwezigheid van uiterlijke gehooropeningen aan de kop. Ook in andere talen wordt een dergelijke naam gebruikt, zoals het Engelse 'greater earless lizard'.

### Ondersoorten
Er worden drie ondersoorten erkend, welke onderstaand zijn weergegeven met de auteur en het verspreidingsgebied.
| Naam                            | Auteur         | Verspreidingsgebied      |
| ------------------------------- | -------------- | ------------------------ |
| Cophosaurus texanus reticulatus | Peters, 1951   | Mexico                   |
| Cophosaurus texanus scitulus    | Peters, 1951   | Mexico, Verenigde Staten |
| Cophosaurus texanus texanus     | Troschel, 1852 | Verenigde Staten         |

## Uiterlijke kenmerken
Mannetjes worden ongeveer 8,5 centimeter lang exclusief de staart, de totale lichaamslengte is ongeveer achttien cm. Vrouwtjes blijven met een kopromplengte van zeven cm en een totale lichaamslengte van veertien cm kleiner.
De lichaamskleur is bruin, de onderzijde is lichter. De onderzijde van de staart is afstekend wit-zwart gebandeerd. Mannetjes krijgen in de paartijd erg bonte kleuren, de voorzijde van het lichaam is rood en aan de achterpoten ontstaan gele en groene dwarsbanden met zwarte tussenstukken.
Aan de onderzijde van de keel zijn twee huidplooien aanwezig, waarvan er één duidelijker te zien is dan de andere. Hieraan is de hagedis te onderscheiden van gelijkende soorten binnen het verspreidingsgebied.

## Verspreiding en habitat
De hagedis komt voor in delen van Noord-Amerika en leeft in de landen Mexico en de Verenigde Staten. In de VS komen de soorten voor in de staten Arizona, New Mexico en Texas. Binnen Mexico leven de hagedissen in de staten Sonora, Chihuahua, Durango, Coahuila de Zaragoza, Nuevo León, Tamaulipas en Zacatecas.
De habitat bestaat uit droge gebieden met weinig vegetatie. De vegetatie bestaat vaak uit bloemplanten uit het geslacht Parkinsonia, cactussen, bomen uit het geslacht Prosopis of de cactus-achtige plant Fouquieria splendens. De leguaan leeft in scrubland, gematigde woestijnen en hete woestijnen.

## Beschermingsstatus
Door de internationale natuurbeschermingsorganisatie IUCN is de beschermingsstatus 'veilig' toegewezen (Least Concern of LC).